# Under the Yum Yum Tree
Under the Yum Yum Tree (conocida en español como Adán también tenía su manzana en España y El pícaro seductor en México) es una película de comedia sexual estadounidense de 1963 dirigida por David Swift y protagonizada por Jack Lemmon, Carol Lynley, Dean Jones y Edie Adams, con Imogene Coca, Paul Lynde y Robert Lansing en papeles secundarios. La película recibió dos nominaciones al Globo de Oro en 1964: Mejor Película - Musical o Comedia y Mejor Actor - Película Musical o Comedia por Lemmon.
La película está basada en la obra de Broadway del mismo nombre de Lawrence Roman que se presentó por primera vez en 1960-1961 y que presentaba a Jones en el mismo papel.

## Argumento
Hogan (Jack Lemmon) es un soltero y lascivo arrendatario, que se come con los ojos y trata de seducir a sus inquilinas. Las mujeres son meros juguetes para él, además de ser un maestro estafador. Su piso de soltero es un templo sagrado de la seducción: paredes de color rojo sangre, esculturas africanas, un bar de cócteles bien surtido, una chimenea con interruptor y violines mecanizados que tocan música romántica con solo tocar un botón. Camina con un cárdigan escarlata (con calcetines y camisas a juego) y una sonrisa diabólica. Como propietario independiente y rico de un bloque de apartamentos de California bellamente diseñado que incluye plantas tropicales, alquila habitaciones solo a hermosas mujeres solteras por solo $ 75 al mes. Un matrimonio mayor, el personal de mantenimiento Murphy (Paul Lynde) y la criada Dorcas (Imogene Coca) trabajan para Hogan.
Irene (Edie Adams), una inquilina recién divorciada, acaba de terminar una relación con Hogan. Se mudará del apartamento con la ayuda de su amigo Charles (Robert Lansing). El apartamento es inmediatamente adquirido por su sobrina, Robin (Carol Lynley). Hogan está encantado ante la perspectiva de tener otra hermosa inquilina a la que seducir, pero inicialmente no se da cuenta de que el irascible, frustrado y torpe novio de Robin, David (Dean Jones), se mudará con ella únicamente en una capacidad «platónica», para determinar su compatibilidad.
Hogan hace todo lo posible para evitar que David y Robin consuman su relación, e Irene, que recién se ha dado cuenta del alcance de la promiscuidad de Hogan, está decidida a evitar que él ponga sus manos sobre su sobrina. 

## Reparto
- Jack Lemmon como Hogan.
- Carol Lynley como Robin Austin.
- Dean Jones como David Manning.
- Edie Adams como Irene Wilson.
- Paul Lynde como Murphy.
- Robert Lansing como Charles Howard.
- Imogene Coca como Dorcas Murphy.
- Joy Harmon como Ardice.
- Pamela Curran como Dolores.
- Asa Maynor como Cheryl.
- Laurie Sibbald como Eva.
- Jane Wald como Liz (mujer en la ducha).
- Celeste Yarnall como chica nueva en Van.
- Bill Bixby como entrenador del equipo de atletismo.
- Bill Erwin como maestro.
- Matty Jordan como Maitre D'.
- James Millhollin como el hombre delgado.

## Otras versiones
La película fue adaptada de una obra de Broadway de Lawrence Roman. La producción teatral se inauguró el 16 de noviembre de 1960 en el Henry Miller's Theatre y tuvo 173 funciones. El elenco original incluía a Gig Young como Hogan, Sandra Church como Robin y Dean Jones como David.
Un piloto de televisión sin vender de una hora de duración titulado Under the Yum Yum Tree y dirigido por E. W. Swackhamer se estrenó en ABC el 2 de septiembre de 1969. El administrador del complejo de apartamentos fue interpretado por Jack Sheldon y entre el elenco estaban Ryan O'Neal y Leigh Taylor-Young, quienes estuvieron casados de 1967 a 1971. Ambos fueron estrellas de la serie de horario estelar de ABC Peyton Place, que emitió su último episodio tres meses antes, el 2 de junio.

## Canción
La canción «Under the Yum Yum Tree» escrita por Sammy Cahn y Jimmy Van Heusen, es cantada por James Darren durante los créditos iniciales, y su melodía se utiliza temáticamente en toda la película.

## Novelización
Un poco antes del estreno de la película, como era costumbre en la época, Dell Books publicó una novelización de bolsillo de la película. El autor fue el renombrado novelista policial y occidental Marvin H. Albert, quien también hizo una especie de industria artesanal a partir de vínculos cinematográficos. Parece haber sido el novelista de guiones más prolífico desde finales de los años 50 hasta mediados de los 60 y, durante ese tiempo, el especialista más destacado en comedia ligera.